# Michael Silberbauer
Michael Kappelgaard Silberbauer (født 7. juli 1981 i Støvring) er dansk fodboldtræner og tidligere fodboldspiller, der er assistenttræner i Mainz 05. 
Som aktiv spillede han i AaB, F.C. København, FC Utrecht, BSC Young Boys, OB og FC Biel-Bienne. Silberbauer afsluttede sin aktive karriere i 2015 og har siden været træner, først som assistent i Biel-Bienne, og senere blandt andet i FC Luzern, FC Midtjylland og FC Utrecht, i flere tilfælde som assistenttræner, og senest fra lige før årsskiftet 2022-2023 som cheftræner i Utrecht til han i august 2023 blev fyret efter elendig start på sæsonen 2023-2024.

## Karriere

### Spillerkarriere
Silberbauers talent var tidligt klart, og han har således spillet en lang række kampe på DBU's ungdomshold, ikke mindst på U/21-landsholdet, hvor han fik 24 kampe. I 2002 debuterede han på A-landsholdet, men først 2½ år senere fik han den næste, og han fik i 2005-2006 yderligere syv kampe, så han har spillet i alt otte landskampe og scoret et enkelt mål.
Han fik kontrakt hos AaB's forsvarende danmarksmestre og spillede derpå fire år i klubben og fik 111 kampe, hvori han scorede 21 mål. Han var efterhånden så stor en profil i Superligaen, at FCK blev interesseret og hentede ham i vinterpausen 2003-2004, hvor han straks gik ind på førsteholdet som en af stamspillerne. Med FCK har Silberbauer spillet såvel Royal League som UEFA Cup og UEFA Champions League foruden i danske turneringer. Silberbauer opnåede 196 kampe for FCK, inden han i 2008 skiftede til FC Utrecht. Silberbauer skiftede i 2011 til Berner Sport Club Young Boys på en fri transfer.
I 2013 blev Silberbauer rykket ned på Young Boys andethold. I sommeren 2014 skiftede han Young Boys ud med FC Biel-Bienne fra den næstbedste schweiziske række.